# Ngozi Onwumere
Ngozi Onwumere (Verenigde Staten van Amerika, 23 januari 1992) is een atleet uit Nigeria.
Onwumere deed voor Nigeria mee aan de Olympische Winterspelen van Pyeong Chang in 2018. Zij droeg daarbij de vlag bij de openingsceremonie, en deed mee op het onderdeel bobslee in de tweemansbob.
- World Athletics: 14376630